# 布維耶山
67°14′S 68°9′W / 67.233°S 68.150°W
布維耶山是南極洲的山峰，位於阿德萊德島東部，海拔高度2,070米，該山峰由讓-巴蒂斯特·夏古率領的法國探險隊發現，現時由南極條約體系管理。